# Gō Yamamoto
Gō Yamamoto (jap. 山元 豪, Yamamoto Gō; * 27. Januar 1995 in der Präfektur Toyama) ist ein japanischer Nordischer Kombinierer.

## Werdegang
Yamamoto nahm erstmals 2012 an internationalen Rennen teil. Bei den Olympischen Jugendwinterspielen 2012 im österreichischen Innsbruck gewann er im Gundersen-Wettbewerb die Bronze-Medaille. Zwei Monate später debütierte er im Continental Cup der Nordischen Kombination bei einem Wettkampf in Predazzo, in dem er den 30. Rang belegte. In der Saison 2016/17 erzielte er in Klingenthal seinen bislang einzigen Sieg in dieser Wettbewerbsserie.
Er trat mehrfach zu den Nordischen Junioren-Skiweltmeisterschaften an. Seine einzige Medaille gewann er 2013 in Liberec im Teamwettbewerb mit Go Sonehara, Shota Horigome und Takehiro Watanabe.
Am 5. Dezember 2015 gab er im norwegischen Lillehammer sein Debüt im Weltcup der Nordischen Kombination. Sein bisher bestes Ergebnis im Weltcup war ein 23. Platz in einem Gundersen-Wettbewerb von der Großschanze, der am 26. November 2017 in Kuusamo stattfand. Am 25. November 2018 erreichte er bei einem Teamwettbewerb an gleicher Stelle gemeinsam mit Yoshito Watabe, Hideaki Nagai und Akito Watabe auf Rang zwei seine erste Podiumsplatzierung im Weltcup.

## Erfolge

### Olympische Jugend-Winterspiele
- Innsbruck 2012: 3. Gundersen (HS 75/10 km)

### Junioren-Weltmeisterschaften
- Erzurum 2012: 4. Gundersen (HS 109/5 km), 9. Team (HS 109/4 × 5 km), 31. Gundersen (HS 109/10 km)
- Liberec 2013: 3. Team (HS 100/4 × 5 km), 21. Gundersen (HS 100/10 km)
- Val di Fiemme 2014: 10. Team (HS 106/4 × 5 km), 20. Gundersen (HS 106/10 km), 29. Gundersen (HS 106/5 km)

### Continental-Cup-Siege im Einzel
| Nr. | Datum             | Ort         | Disziplin |
| --- | ----------------- | ----------- | --------- |
| 1.  | 18. Dezember 2016 | Klingenthal | Gundersen |

## Statistik

### Weltcup-Platzierungen
| Saison  | Platz | Punkte |
| ------- | ----- | ------ |
| 2017/18 | 020.  | 261    |
| 2018/19 | 025.  | 211    |
| 2019/20 | 035.  | 045    |

### Grand-Prix-Platzierungen
| Saison | Platz | Punkte |
| ------ | ----- | ------ |
| 2017   | 027.  | 48     |

### Continental-Cup-Platzierungen
| Saison  | Platz | Punkte |
| ------- | ----- | ------ |
| 2011/12 | 052.  | 062    |
| 2012/13 | 101.  | 010    |
| 2014/15 | 036.  | 093    |
| 2015/16 | 063.  | 044    |
| 2016/17 | 010.  | 349    |